# James L. Brooks
Pour les articles homonymes, voir Brooks.
Cet article possède un paronyme, voir James Brooks.
James L. Brooks est un réalisateur, scénariste puis producteur de cinéma et de télévision américain, né le 9 mai 1940 à Brooklyn (New York). Réalisateur-producteur-scénariste pour le cinéma, il est également à l'origine de nombreuses séries télévisées comme Room 222, The Mary Tyler Moore Show et surtout Taxi et la série d'animation Les Simpson.

## Biographie

### Carrière
James Lawrence Brooks commence à travailler pour la télévision dans les années 1970, notamment sur la série My Friend Tony. Il rejoint l'industrie du cinéma au début des années 1980 en produisant la comédie Merci d'avoir été ma femme d'Alan J. Pakula.
Son premier long métrage Tendres Passions évoque la relation difficile entre une mère et sa fille atteinte d'un cancer. Il connaît un large succès et se voit récompensé par cinq Oscars en 1984 : Meilleur film, Meilleur réalisateur, Meilleure adaptation, Meilleure actrice pour Shirley MacLaine et Meilleur second rôle masculin pour Jack Nicholson.
En 1987, il sort le film Broadcast News qui explore les arcanes du monde des informations télévisées.
Avec Brooks, Jack Nicholson reçoit en 1998 son troisième Oscar comme Meilleur acteur dans Pour le pire et pour le meilleur.
Brooks produit également, depuis ses débuts, la série d'animation Les Simpson, créée par Matt Groening.
Le 20 novembre 2023, il est annoncé que James L. Brooks tournera un nouveau film en 2024, Ella McCay, 14 ans après Comment savoir,. Il sortira fin 2025 dans les salles américaines.

### Style et esthétique
Brooks apparaît comme une personnalité atypique parce qu'il travaille aussi bien à la télévision qu'au cinéma (comme réalisateur, producteur ou scénariste) et qu'il n'a réalisé, sur trente ans, que six longs-métrages.
Décrit par Télérama comme « un orfèvre lent, qui cisèle ses scripts, doit sans cesse chasser le doute », James L. Brooks se distingue par la minutie avec laquelle il travaille. La critique et cinéaste Axelle Ropert voit en lui «  un cinéaste raffiné (…), ce qui ne fait pas de lui le cinéaste de chevet de l’intelligentsia, mais plutôt un parrain secret du divertissement américain (Apatow le vénère), un peu comme McCarey et Rohmer inspirent du respect à tous : on a le droit de ne pas adorer leurs films, mais leur art déploie une forme mystérieuse et incontestable d’intégrité ». Au cinéma, le style de James L. Brooks vise une forme délicate de romanesque et néglige souvent les effets ostentatoires de mise en scène. Comme l'écrit Isabelle Regnier, « le génie de ses films tient notamment à la manière, unique et, dont il parvient, à l'intérieur d'un cadre mainstream, à donner une intensité bouleversante à la moindre nuance émotionnelle de ses personnages, à capturer une vérité humaine profonde tout en exploitant sans retenue les ressorts de la comédie et de la fiction. »
Le rédacteur en chef de Chronic'art, Jérôme Momcilovic, va même plus loin : « James L. Brooks est un des plus grands cinéastes américains en activité, et chez nous presque personne ne le sait, presque personne ne veut le voir ». Il définit ensuite une des grandes forces du cinéma de Brooks : « Chez Brooks, la parole est thérapeutique, au sens où elle permet de corriger les situations, les caractères, de les tordre jusqu’à en extraire le jus d’une vérité, même provisoire. Pour trouver le bonheur, chercher la bonne parole : tous ses personnages font le même trajet, qui les mène du réconfort précaire d’une parole toute faite (...) vers une autre parole, plus ample et complexe, plus riche surtout d’être partagée. C’est pourquoi les dialogues sont aussi beaux chez Brooks : parce qu’il n’y a pas chez lui d’événement plus intense – parce que dans chaque dialogue, il y a une épiphanie ».

## Filmographie
Sauf indication contraire, les informations mentionnées dans cette section peuvent être confirmées par les bases de données cinématographiques IMDb et Allociné,  présentes dans la section « Liens externes ».

### Réalisateur
- 1983 : Tendres Passions (Terms of Endearment)
- 1987 : Broadcast News
- 1994 : La Petite Star (I'll Do Anything)
- 1997 : Pour le pire et pour le meilleur (As Good As It Gets)
- 2004 : Spanglish
- 2010 : Comment savoir (How Do You Know)
- 2024 : Terra X History (série TV) - 1 épisode
- 2025 : Ella McCay

### Scénariste
- 1965 : Men in Crisis (série TV) - 2 épisodes
- 1965 : October Madness: The World Series (documentaire TV) d'Alan Landsburg
- 1965-1966 : Time-Life Specials: The March of Time (série TV) - 3 épisodes
- 1966 : Une mère pas comme les autres (My Mother the Car) (série TV) - 2 épisodes
- 1966-1967 : That Girl (série TV) - 3 épisodes
- 1967 : Hey, Landlord (série TV) - 1 épisode
- 1968 : The Andy Griffith Show (série TV) - 2 épisodes
- 1968 : Mes trois fils (My Three Sons) (série TV) - 1 épisode
- 1968 : Doris Day comédie (The Doris Day Show) (série TV) - 1 épisode
- 1969-1974 : Room 222 (série TV) - 113 épisodes (également créateur de la série)
- 1970-1977 : The Mary Tyler Moore Show (série TV) - 168 épisodes (également créateur de la série)
- 1974 : Friends and Lovers (série TV) - 15 épisodes
- 1975-1977 : Phyllis (série TV) - 48 épisodes (également créateur de la série et consultant)
- 1977-1982 : Lou Grant (série TV) - 114 épisodes (également créateur de la série)
- 1978 : Cindy (TV) de William A. Graham
- 1978-1983 : Taxi (série TV) - 114 épisodes (également créateur de la série)
- 1979 : Merci d'avoir été ma femme (Starting Over) d'Alan J. Pakula
- 1979-1980 : The Associates (série TV) - 13 épisodes (également créateur de la série)
- 1987-1990 : The Tracey Ullman Show (série TV) - 81 épisodes
- 1989-présent : Les Simpson (The Simpsons) (série TV) (également cocréateur de la série et consultant)
- 2006 : Les Simpson, le film (The Simpsons Movie) de David Silverman
- 2010 : Comment savoir (How Do You Know) de lui-même
- 2025 : Ella McCay de lui-même

### Producteur / producteur délégué
- 1970-1977 : The Mary Tyler Moore Show (série TV) - 168 épisodes (producteur délégué)
- 1974 : Thursday's Game (en) (TV) de Robert Moore
- 1978-1983 : Taxi (série TV) - 114 épisodes (producteur délégué)
- 1979 : Merci d'avoir été ma femme (Starting Over) d'Alan J. Pakula
- 1983 : Tendres Passions (Terms of Endearment) de lui-même
- 1987-1990 : The Tracey Ullman Show (série TV) - 80 épisodes (producteur délégué)
- 1987 : Broadcast News de lui-même
- 1988 : Big de Penny Marshall
- 1989-présent : Les Simpson (The Simpsons) (série TV) (producteur délégué)
- 1989 : Un monde pour nous (Say Anything…) de Cameron Crowe (producteur délégué)
- 1989 : La Guerre des Rose (The War of the Roses) de Danny DeVito
- 1991-1992 : Sibs (série TV) - 2 épisodes
- 1993-1994 : Madame et sa fille (Phenom) (série TV) - 22 épisodes
- 1994-1995 : Profession : critique (The Critic) (série TV)
- 1996 : Jerry Maguire de Cameron Crowe
- 1996 : Bottle Rocket de Wes Anderson (producteur délégué)
- 1997 : Pour le pire et pour le meilleur (As Good As It Gets) de lui-même
- 2000-2001 : What About Joan? (série TV)
- 2001 : Écarts de conduite (Riding in Cars with Boys) de Penny Marshall
- 2004 : Spanglish de lui-même
- 2006 : Les Simpson, le film (The Simpsons Movie) (producteur délégué)
- 2010 : Comment savoir (How Do You Know) de lui-même
- 2016 : The Edge of Seventeen de Kelly Fremon Craig

### Acteur
- 1972 : The Mary Tyler Moore Show (série TV) - 1 épisode : un rabbin
- 1974 : Rhoda (série TV) - 1 épisode : un passager du métro
- 1976 : Saturday Night Live - 1 épisode
- 1979 : Real Life d'Albert Brooks : le moniteur de conduite
- 1981 : Modern Romance d'Albert Brooks : David
- 1982 : Taxi (série TV) - 1 épisode : un fan de boxe
- 1985 : Lost in America d'Albert Brooks : un invité à la fête (non crédité)
- 2000 : AFI's 100 Years, 100 Laughs: America's Funniest Movies - documentaire TV
- 2003 : Les Simpson (The Simpsons) (série TV) - 1 épisode (Le Péché de Ned) : Jim Brooks (voix, crédité sous le nom de Jim Brooks)

## Distinctions principales
(en) Récompenses pour James L. Brooks sur l’Internet Movie Database

### Oscars
- 1984 : Meilleur film, Meilleur réalisateur et Meilleur scénario adapté - Tendres Passions
- 1988 : Nomination à l'Oscar du meilleur film et du meilleur scénario original - Broadcast News
- 1997 : Nomination à l'Oscar du meilleur film (comme producteur) - Jerry Maguire
- 1998 : Nomination à l'Oscar du meilleur film et du meilleur scénario original - Pour le pire et pour le meilleur

### Golden Globes
- 1984 : Meilleur film dramatique et Meilleur scénario - Tendres Passions
- 1984 : Nomination au Golden Globe du meilleur réalisateur - Tendres Passions
- 1988 : Nomination au Golden Globe du meilleur réalisateur et du meilleur scénario - Broadcast News
- 1998 : Meilleur film musical ou comédie - Pour le pire et pour le meilleur
- 1988 : Nomination au Golden Globe du meilleur réalisateur et du meilleur scénario - Pour le pire et pour le meilleur